# François de Beauharnais (marchese 1714)
François de Beauharnais (Rochefort, 16 gennaio 1714 – Saint-Germain-en-Laye, 18 giugno 1800) fu un nobiluomo, ufficiale di marina, politico e governatore coloniale. Venne nominato marchese de la Ferté-Beauharnais, conte di Roches-Baritude e barone di Beauville, nonché chef d'escadre e governatore della colonia francese della Martinica.

## Biografia
François era figlio di Claude de Beauharnais (1680-1738) e di Renée Hardouyneau, figlia del signore de La Laudanière e de La Pivoterie (1696-1744).
Come aristocratico, iniziò la sua carriera nella marina militare francese e nel 1761 ottenne il rango di chef d'escadre; nel frattempo si era già inserito nell'amministrazione coloniale del regno di Francia dal momento che nel maggio del 1757 era stato nominato governatore generale delle Antille francesi, carica che ricoprirà sino al febbraio del 1761, ricoprendo nel contempo le funzioni di governatore della Martinica nel periodo in cui l'area subì l'invasione degli inglesi nell'ambito della guerra dei sette anni. Il 20 aprile 1752, acquisì il castello di La Ferté-Avrain, edificio recentemente ricostruito su una costruzione di epoche precedenti. Per riconoscenza ai servizi da lui resi al governo coloniale, il 7 luglio 1764, Luigi XV lo elevò al titolo di marchese, rinominando La Ferté-Avrain in La Ferté-Beauharnais.

## Matrimonio e figli
Il 13 settembre 1751, a Blois, François de Beauharnais sposò Henriette Pyvart de Chastillé (1722–1767). Ebbero tre figli:
- François de Beauharnais (1752–1753)
- François de Beauharnais (VI) (1756–1846), conte di Roches-Baritaud, deputato per l'aristocraiza agli stati generali del 1789; sposò nel 1778 Françoise de Beauharnais (1757-1822), sua cugina, figlia di Claude de Beauharnais, conte di Roches-Baritaud, (divorziò nel 1793, dalla quale ebbe tre figli); nel 1802 si risposò con Louise von Cohausen (1775-1822), dalla quale ebbe altri tre figli.
- Alexandre de Beauharnais (1760–1794), marito di Marie-Josèphe-Rose de Tascher de la Pagerie (futura moglie di Napoleone Bonaparte) dalla quale ebbe due figli, Eugène ed Hortense. Venne ghigliottinato durante la Rivoluzione francese.

Alla morte di Henriette, François de Beauharnais si sposò con Désirée Eugénie Tascher de La Pagerie (1739–1803) nel 1796.